# Bob Paisley
Robert "Bob" Paisley (Sunderland, Inglaterra, 23 de enero de 1919-Liverpool, Inglaterra, 14 de febrero de 1996) fue un futbolista y entrenador inglés que se desempeñaba como defensa. Su vínculo con el Liverpool abarcó casi medio siglo, con su contribución al club, primero como jugador y luego como fisioterapeuta y entrenador, y finalmente como mánager. En nueve años como mánager entre 1974 y 1983, llevó al Liverpool a ganar seis títulos de liga, tres Copas de Europa, una Copa de la UEFA, tres Copas de la Liga, seis Community Shield y una Supercopa de Europa. Paisley fue el primer entrenador que consiguió ganar tres Copas de Europa (1977, 78 y 81), todas con el Liverpool. En 2022, el entrenador italiano Carlo Ancelotti superó esta cifra ganando su cuarta Copa de Europa, pero con dos equipos diferentes (2 con el AC Milan, y 2 con el Real Madrid). También Zinedine Zidane consiguió tres Copas de Europa como entrenador con un mismo equipo (Real Madrid), en este caso de manera consecutiva (2016, 17 y 18).
Todos estos títulos convirtieron a Bob Paisley en una leyenda del club y uno de los entrenadores más queridos por la afición "Red".

## Clubes

### Jugador
| Club                    | País       | Año       |
| ----------------------- | ---------- | --------- |
| Liverpool Football Club | Inglaterra | 1939-1954 |

### Asistente de entrenador
| Club                    | País       | Año       |
| ----------------------- | ---------- | --------- |
| Liverpool Football Club | Inglaterra | 1959-1974 |

### Entrenador
| Club                    | País       | Año       |
| ----------------------- | ---------- | --------- |
| Liverpool Football Club | Inglaterra | 1974-1983 |

## Palmarés

### Como entrenador

#### Campeonatos nacionales
| Título                         | Club      | País       | Año     |
| ------------------------------ | --------- | ---------- | ------- |
| Charity Shield                 | Liverpool | Inglaterra | 1974    |
| Football League First Division | Liverpool | Inglaterra | 1975-76 |
| Charity Shield                 | Liverpool | Inglaterra | 1976    |
| Football League First Division | Liverpool | Inglaterra | 1976-77 |
| Charity Shield                 | Liverpool | Inglaterra | 1977    |
| Football League First Division | Liverpool | Inglaterra | 1978-79 |
| Charity Shield                 | Liverpool | Inglaterra | 1979    |
| Football League First Division | Liverpool | Inglaterra | 1979-80 |
| Charity Shield                 | Liverpool | Inglaterra | 1980    |
| English Football League Cup    | Liverpool | Inglaterra | 1980-81 |
| Football League First Division | Liverpool | Inglaterra | 1981-82 |
| English Football League Cup    | Liverpool | Inglaterra | 1981-82 |
| Charity Shield                 | Liverpool | Inglaterra | 1982    |
| Football League First Division | Liverpool | Inglaterra | 1982-83 |
| English Football League Cup    | Liverpool | Inglaterra | 1982-83 |

#### Copas internacionales
| Título              | Club      | Lugar      | Año     |
| ------------------- | --------- | ---------- | ------- |
| Copa de la UEFA     | Liverpool | Inglaterra | 1975-76 |
| Copa de Europa      | Liverpool | Roma       | 1976-77 |
| Supercopa de Europa | Liverpool | Inglaterra | 1977    |
| Copa de Europa      | Liverpool | Londres    | 1977-78 |
| Copa de Europa      | Liverpool | París      | 1980-81 |

#### Clasificaciones de los mejores entrenadores de todos los tiempos
| Premio          | Posición | Top 10 | Año  | Referencias |
| --------------- | -------- | ------ | ---- | ----------- |
| ESPN            | 4°       | Sí     | 2013 | [ 3 ] [ 4 ] |
| World Soccer    | 8°       | Sí     | 2013 | [ 5 ] [ 6 ] |
| France Football | 26°      | No     | 2019 | [ 7 ] [ 8 ] |